# Scilla hyacinthoides
Scilla hyacinthoides är en sparrisväxtart som beskrevs av Carl von Linné. Scilla hyacinthoides ingår i släktet blåstjärnesläktet, och familjen sparrisväxter. Inga underarter finns listade i Catalogue of Life.

## Bildgalleri

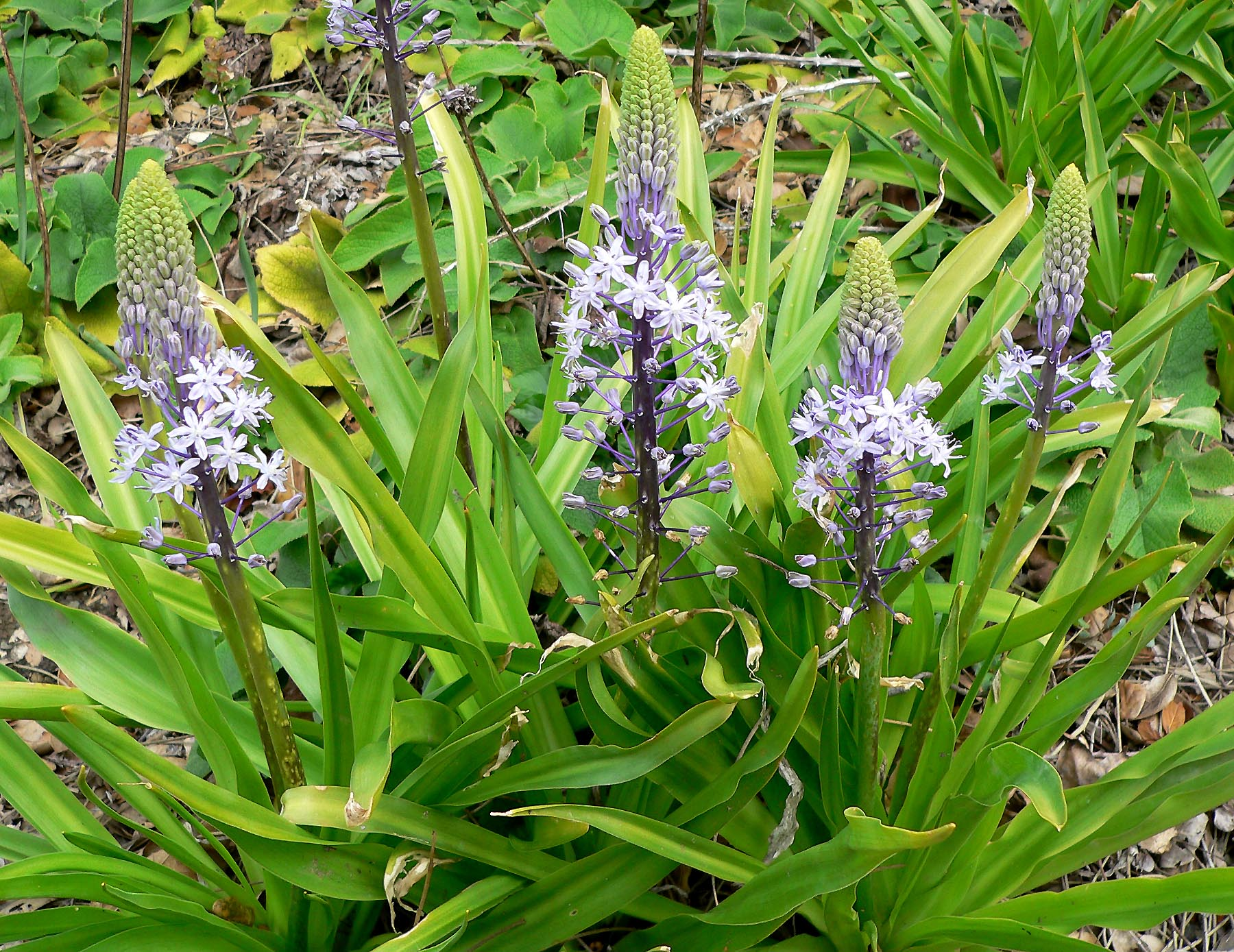
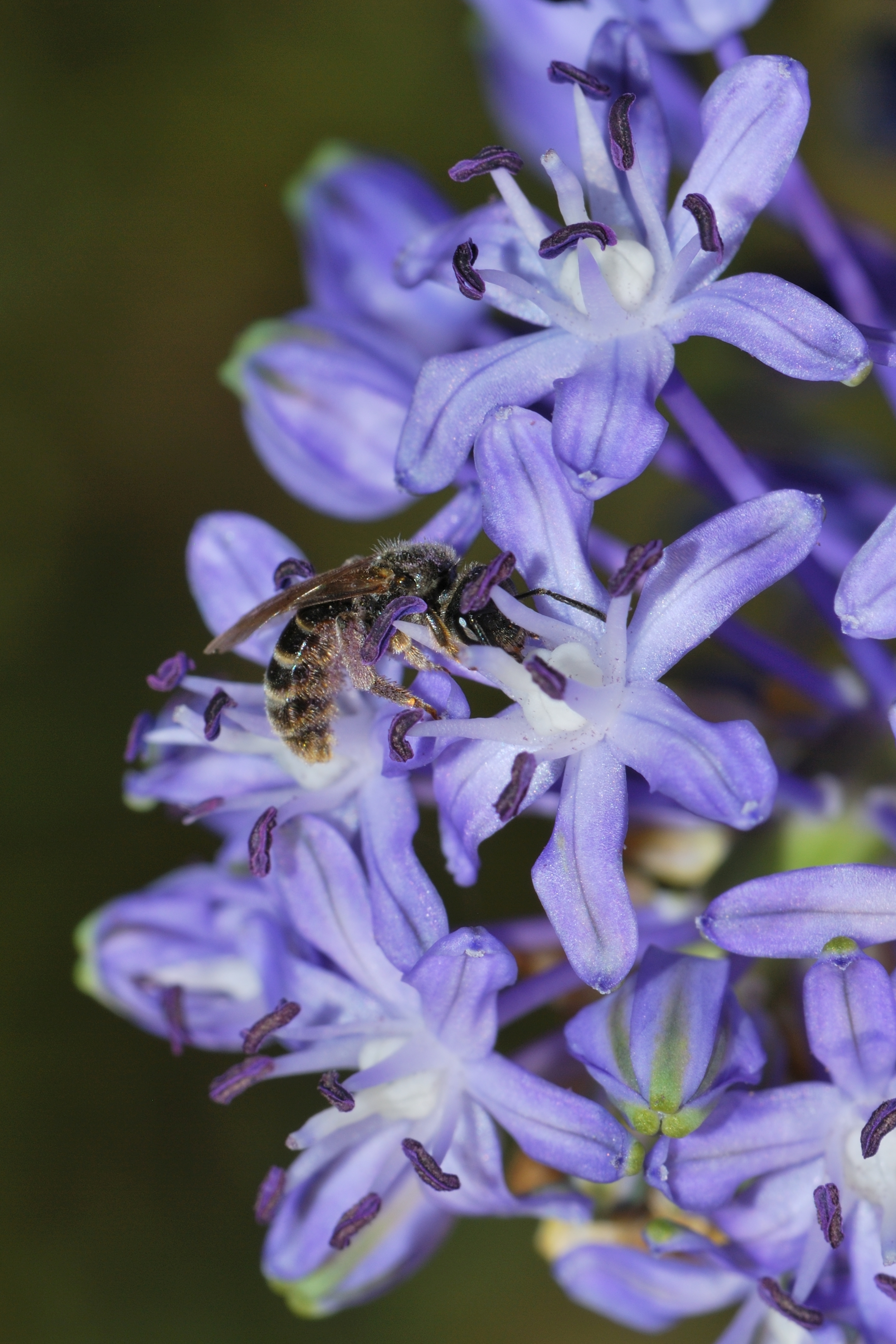
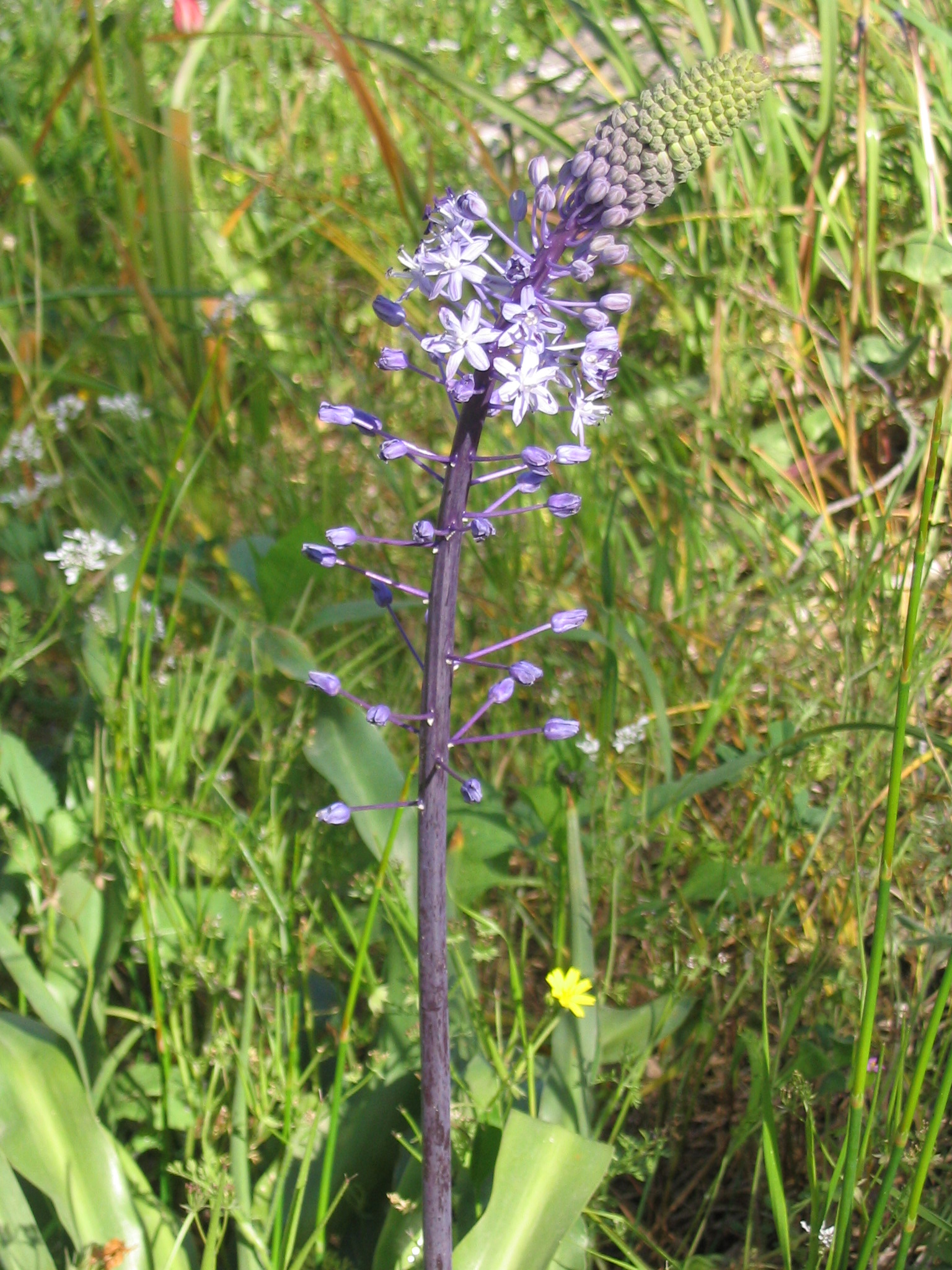
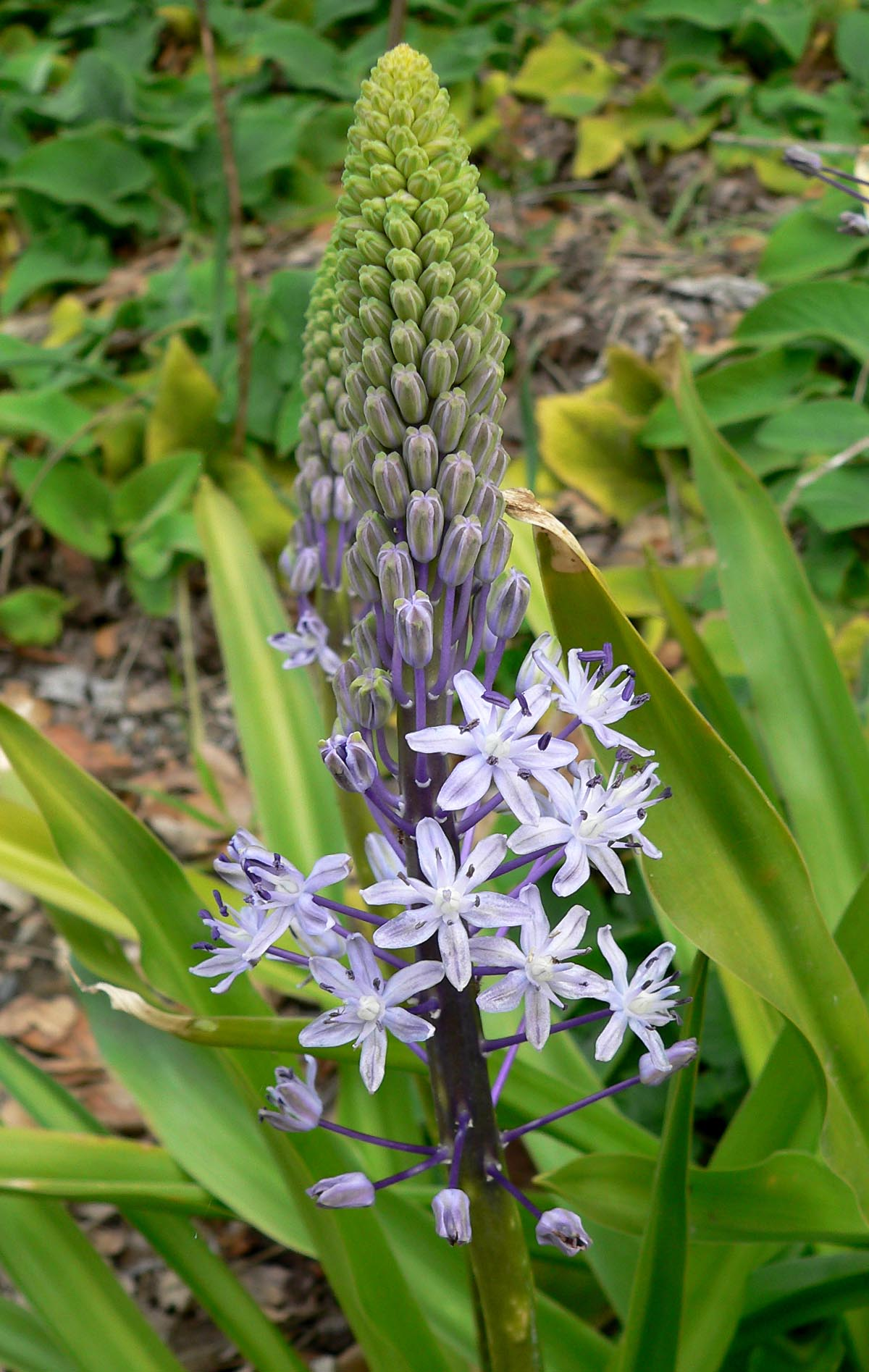
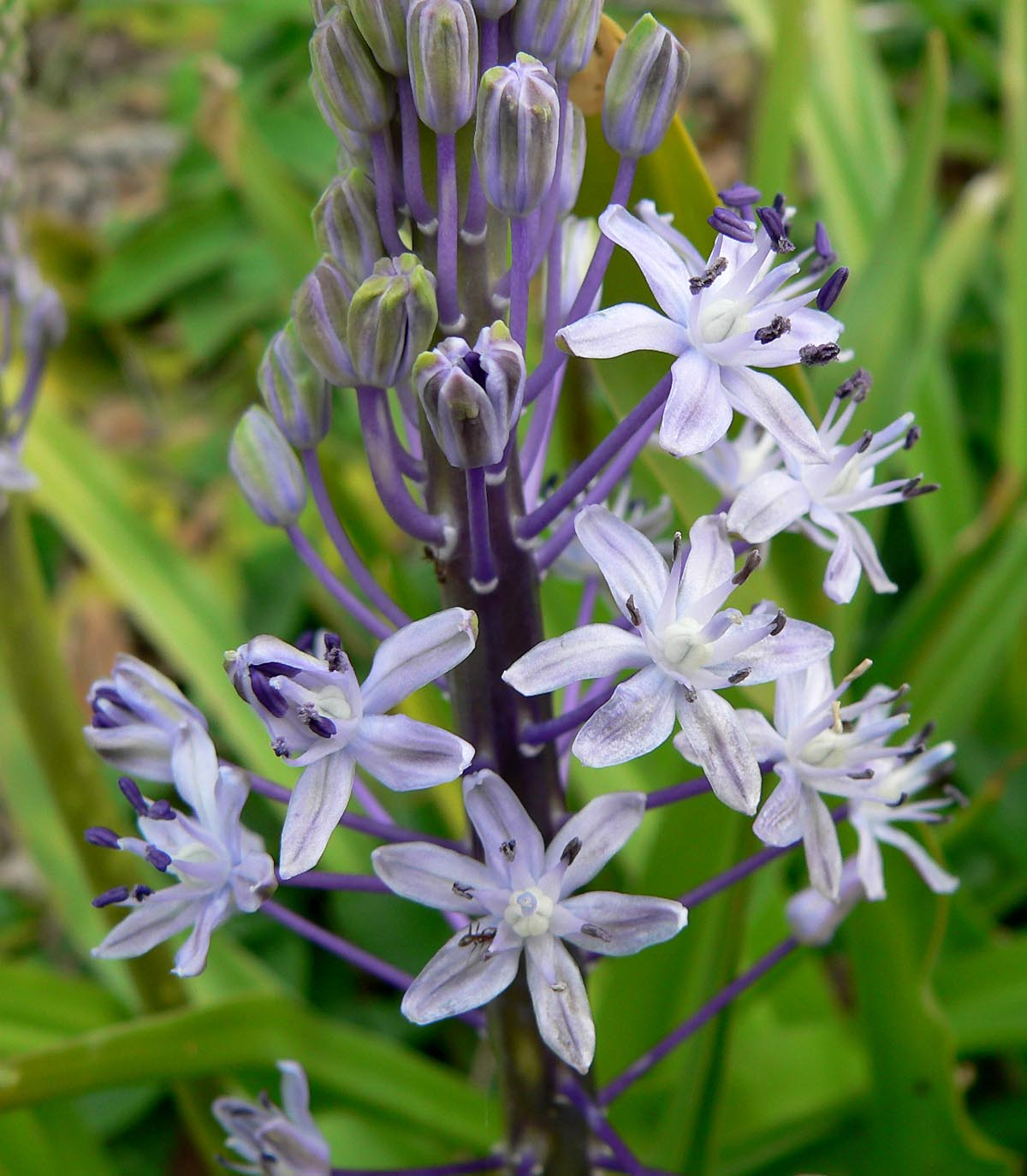
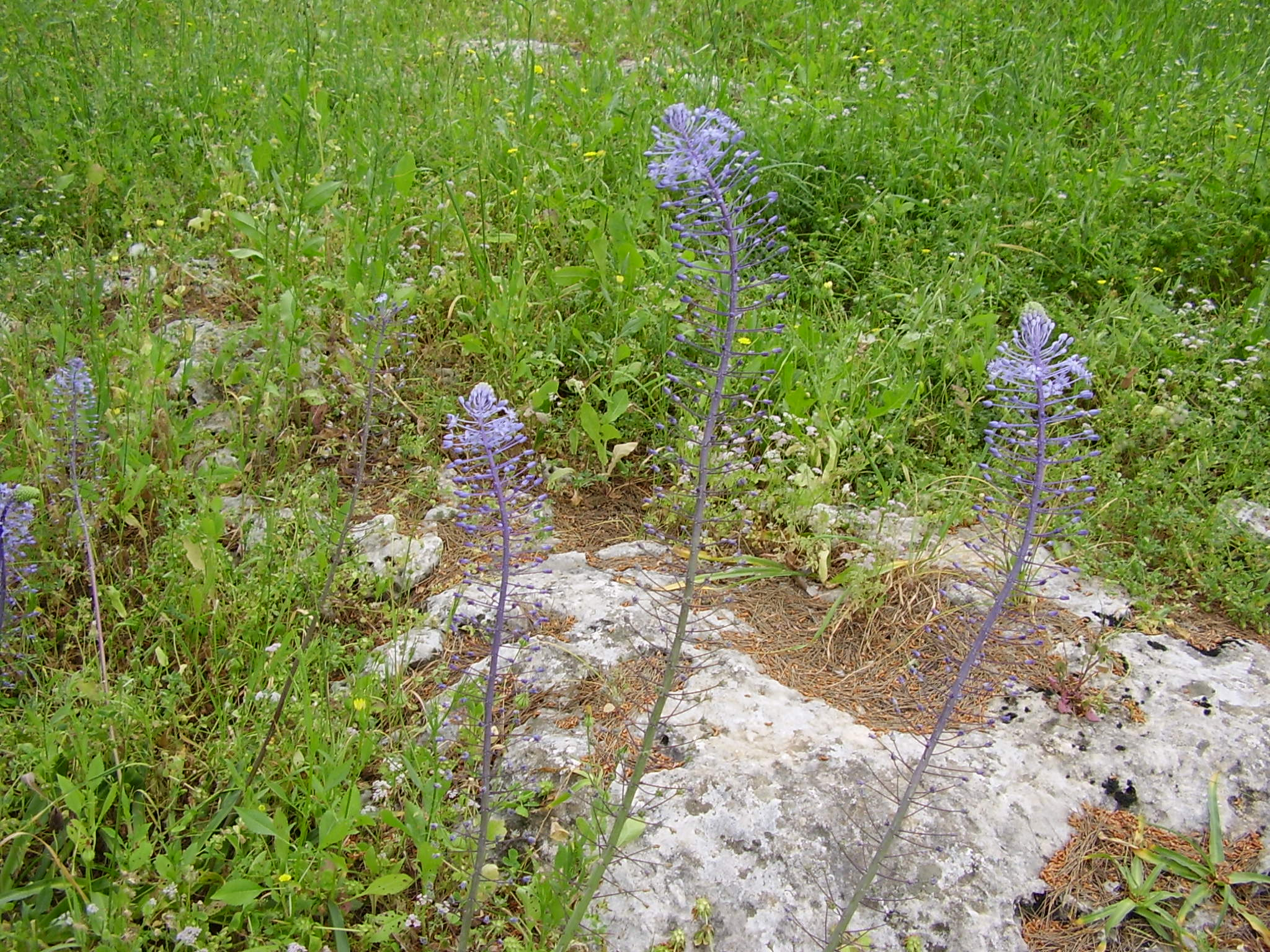